# Dni chwały (film 2006)
Dni chwały (fr. Indigènes) – algiersko-francusko-belgijsko-marokański dramat wojenny z 2006 roku w reżyserii Rachida Bouchareba.
Zdjęcia kręcono w Maroku (Warzazat) oraz we Francji (m.in. Bains-les-Bains w departamencie Wogezy, Faucogney-et-la-Mer w departamencie Górna Saona, Strasburg w departamencie Dolny Ren, Tarascon w departamencie Delta Rodanu).
Obraz został wyselekcjonowany jako oficjalny kandydat Algierii do Oscara dla najlepszego filmu nieanglojęzycznego podczas 79. ceremonii wręczenia Oscarów. Dnia 23 stycznia 2007 ogłoszono, że film otrzymał nominację, jednak samej nagrody później nie zdobył.

## Premiera
Światowa premiera filmu miała miejsce 25 maja 2006 podczas 59. MFF w Cannes, gdzie film był wyświetlany w konkursie głównym. Na festiwalu tym Jamel Debbouze, Samy Naceri, Roschdy Zem, Sami Bouajila i Bernard Blancan otrzymali zbiorową nagrodę dla najlepszego aktora.
Polska premiera filmu miała miejsce 26 listopada 2006 podczas 14. Camerimage w Łodzi, gdzie film został zakwalifikowany do konkursu głównego. Następnie obraz został również zaprezentowany 13 kwietnia 2007 w ramach Warszawskiego Festiwalu Filmowego AfryKamera.

## Fabuła
Rok 1943. Saïd, Abdelkader, Messaoud i Yassir wstępują do francuskiej armii by, podobnie jak ponad stu tysięcy innych Algierczyków, bronić swej ojczyzny przed nazistami. Jednakże jako Algierczycy żołnierze ci są traktowani jako należący do drugiej kategorii − obcina się im racje żywnościowe i pozbawia awansu. Bohaterowie ci, pominięci przez historię, będą zwyciężać we Włoszech, Prowansji i w Wogezach, dopóki nie znajdą się w wiosce w Alzacji, gdzie w osamotnieniu będą walczyć przeciwko niemieckiemu batalionowi.

## Obsada
- Jamel Debbouze jako Saïd Otmari
- Samy Naceri jako Yassir
- Roschdy Zem jako Messaoud Souni
- Sami Bouajila jako Abdelkader
- Bernard Blancan jako sierżant Roger Martinez
- Mathieu Simonet jako Caporal Leroux
- Assaad Bouab jako Larbi
- Benoît Giros jako kapitan Durieux
- Mélanie Laurent jako Margueritte village Vosges
- Antoine Chappey jako porucznik
- Aurélie Eltvedt jako Irène

## Nagrody i nominacje
79. ceremonia wręczenia Oscarów
- nominacja: najlepszy film nieanglojęzyczny − Rachid Bouchareb (Algieria)

59. MFF w Cannes
- nagroda: najlepszy aktor − Jamel Debbouze, Samy Naceri, Roschdy Zem, Sami Bouajila i Bernard Blancan
- nagroda im. François Chalais − Rachid Bouchareb
- nominacja: Złota Palma − Rachid Bouchareb

21. ceremonia wręczenia Independent Spirit Awards
- nominacja: najlepszy film zagraniczny − Rachid Bouchareb (Algieria, Belgia, Francja, Maroko)

32. ceremonia wręczenia Cezarów
- nagroda: najlepszy scenariusz oryginalny − Olivier Lorelle i Rachid Bouchareb
- nominacja: najlepszy film − Rachid Bouchareb
- nominacja: najlepsza reżyseria − Rachid Bouchareb
- nominacja: najlepsza muzyka − Armand Amar
- nominacja: najlepsze zdjęcia − Patrick Blossier
- nominacja: najlepsza scenografia − Dominique Douret
- nominacja: najlepsze kostiumy − Michèle Richer
- nominacja: najlepszy montaż − Yannick Kergoat
- nominacja: najlepszy dźwięk − Olivier Hespel, Olivier Walczak, Franck Rubio i Thomas Gauder